# Lotus 49
Lotus 49 är en formel 1-bil, tillverkad av den brittiska biltillverkaren Lotus mellan 1967 och 1969.

När CSI införde trelitersformeln till säsongen 1966 gjorde Colin Chapman det olyckliga valet att använda BRM:s H 16-motor till sin trelitersbil Lotus 43. Det blev en bortkastad säsong där både BRM och Lotus kämpade med den usla tillförlitligheten hos den komplicerade motorn. Chapman sökte efter en ny motorleverantör och vände sig till Mike Costin och Keith Duckworth på Cosworth.

## Utveckling
Cosworth var villiga att bygga en motor men saknade resurser till ett sådant projekt. Chapman hade dock goda kontakter med Ford sedan Lotus vunnit Indy 500 1965 med en Ford-motor. Ford sponsrade Cosworths F1-motor mot att man fick sälja den fritt efter att Lotus fått ett första års exklusiv tillgång under 1967. Cosworth utvecklade en V8-motor, en motortyp som många associerade med Ford, som skulle förbli framgångsrik inom formel 1 under femton år. Bilens chassi blev en utveckling av föregångaren Lotus 43 med en självbärande monocoque. Den främre hjulupphängningen bars upp av en hjälpram. Redan 43:an hade haft motorn som en lastbärande del av strukturen och Lotus 49 hade Cosworth-motorn bultad mot sittbrunnen. Motorn användes sedan som fäste för växellådan och bakre hjulupphängning.
Till säsongen 1968 infördes två regeländringar som kom att förändra F1-bilarnas utseende rejält. Fram till dess hade bilarna tävlat i Internationella bilsportfärger och Lotus bilar hade målats i British racing green. 1968 släpptes sponsringen fri och Colin Chapman var en av de första att lackera sina bilar i sin huvudsponsor, cigarrettillverkaren Gold Leafs röd/vita färger. Dessutom tilläts nu aerodynamiska hjälpmedel i form av vingar som tryckte bilen mot banan.

## Tekniska data
| Tekniska data           | Lotus 49                                                              |
| ----------------------- | --------------------------------------------------------------------- |
| Motor:                  | Mittmonterad 90° 8-cylindrig V-motor                                  |
| Cylindervolym:          | 2993 cm³                                                              |
| Borrning x slaglängd:   | 85,7 x 64,8 mm                                                        |
| Max effekt vid varvtal: | 410 hk vid 9 600 v/min                                                |
| Ventilstyrning:         | Dubbla överliggande kamaxlar per cylinderrad, 4 ventiler per cylinder |
| Bränslesystem:          | Lucas bränsleinsprutning                                              |
| Växellåda:              | 5-växlad manuell                                                      |
| Hjulupphängning fram:   | Undre triangellänk, övre tvärlänk, skruvfjädrar                       |
| Hjulupphängning bak:    | Undre triangellänk, övre tvärlänk, dubbla längslänkar, skruvfjädrar   |
| Bromsar:                | Ventilerade skivbromsar                                               |
| Chassi & kaross:        | Självbärande aluminiummonocoque                                       |
| Hjulbas:                | 241 cm                                                                |
| Torrvikt:               | 530 kg                                                                |

## Tävlingsresultat

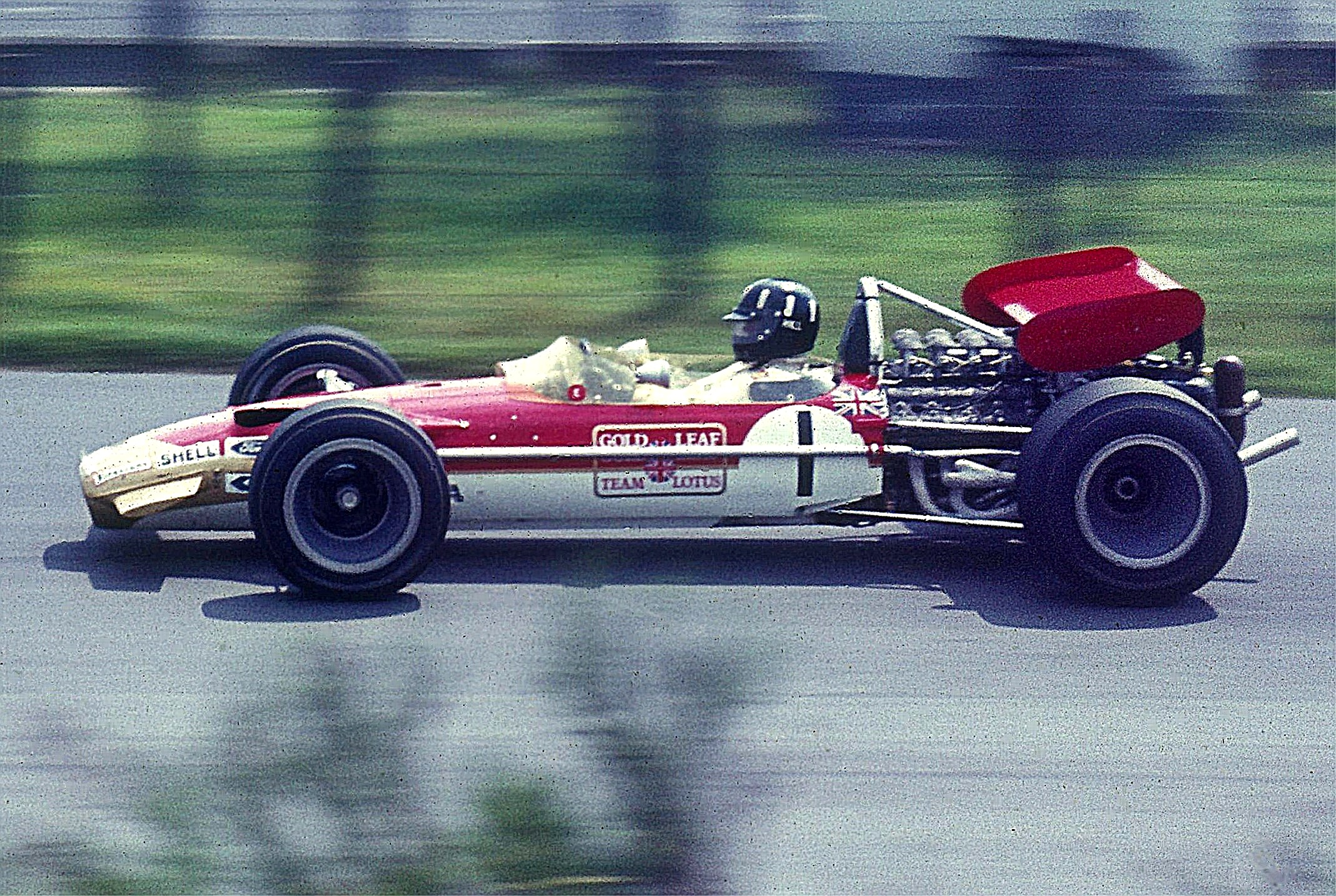
Graham Hill vid Tysklands Grand Prix 1969.

### Formel 1-VM 1967
Jim Clark vann redan modellens debutlopp Nederländernas Grand Prix 1967. Clark vann sedan ytterligare tre lopp under säsongen och i USA ordnade Graham Hill en dubbelseger genom att komma tvåa. Clark slutade trea i förarmästerskapet med Hill på sjunde plats. I konstruktörsmästerskapet kom Lotus tvåa efter Brabham.

### Formel 1-VM 1968
Jim Clark vann säsongens första tävling i Sydafrika 1968 innan han omkom på Hockenheimring. Graham Hill vann sedan tre lopp och blev världsmästare för andra gången. Lotus tog sin tredje seger i konstruktörsmästerskapet.

### Formel 1-VM 1969
Säsongen 1969 tog Graham Hill och Jochen Rindt var sin seger. Rindt slutade fyra och Hill sjua i förarmästerskapet. Lotus blev trea i konstruktörsmästerskapet.

### Formel 1-VM 1970
Jochen Rindt tog en sista seger för Lotus 49:an i Monacos Grand Prix 1970. Resten av säsongen tävlade teamet med efterträdaren Lotus 72.